# 4440 Tchantches
Tchantches (asteróide 4440) é um asteróide da cintura principal, a 1,7733257 UA. Possui uma excentricidade de 0,0768767 e um período orbital de 972,5 dias (2,66 anos).
Tchantches tem uma velocidade orbital média de 21,48960074 km/s e uma inclinação de 21,35048º.
Este asteróide foi descoberto em 23 de Dezembro de 1984 por François Dossin.